# Procedura legislacyjna Unii Europejskiej
Stanowienie prawa Unii Europejskiej jest procesem skomplikowanym i rozdzielonym pomiędzy liczne instytucje, przy czym proces ten tylko w pewnym stopniu naśladuje rozwiązania przyjęte w systemach parlamentarnych współczesnych państw. Odmienności pojawiają się zarówno w wymiarze instytucjonalnym, jak i przedmiotowym. W szczególności niektóre z opisanych poniżej procedur stosowane są do uchwalania takich aktów prawnych, które w systemach prawa krajowego nie zostałby zakwalifikowane jako ustawodawcze lub wręcz takich, które ogóle nie występują (np. dyrektywy).
Spośród instytucji Unii zasadniczą rolę odgrywają Parlament Europejski wraz z Radą Unii Europejskiej. Ich szczegółowe kompetencje zależą od trybu, w którym uchwala się dany akt prawny. Od początku rozwoju Unii zaznacza się wyraźny wzrost kompetencji Parlamentu. Wyewoluował on z ciała o charakterze opiniodawczym do de facto współprawodawcy. Nie posiada on jednak takich kompetencji, jakie są udziałem parlamentów krajowych państw członkowskich.
Inicjatywa ustawodawcza jest w zakresie aktów prawa pochodnego co do zasady zarezerwowana dla Komisji Europejskiej.
Należy zaznaczyć, że opisano tutaj procedury w ich kształcie po reformie przewidzianej Traktatem z Lizbony. Przed tą reformą proces legislacyjny różnił się w wielu miejscach od poniższego.

## Zwykła procedura ustawodawcza
Podstawowa procedura stanowienia aktów o charakterze ustawodawczym. Parlament oraz Rada są w niej równorzędnymi partnerami w tworzeniu prawa. Procedura ta zyskała na znaczeniu w toku rozwoju Unii. Jej odmiana we wcześniejszych traktatach (także zakładająca równorzędność Parlamentu i Rady) występowała pod nazwą procedury współdecydowania.

## Specjalna procedura ustawodawcza
Wbrew swojej nazwie jest to termin zbiorczy, obejmujący kilka różnych procedur nazwanych w ten sposób w tekście traktatów. Rada i Parlament mają w nich różną pozycję, przy czym najczęściej organem prawodawczym jest Rada, a Parlament jedynie konsultuje wydanie aktu lub wydaje na niego zgodę.

### Procedura konsultacji
W tej procedurze organem prawodawczym jest Rada. Parlament Europejski wydaje jedynie opinię, której treścią Rada nie jest związana. Wydanie opinii jest jednak istotnym wymogiem proceduralnym, jego naruszenie skutkuje nieważnością aktu. W niektórych odmianach tej procedury wymagana jest opinia jeszcze innej instytucji jak np. Europejskiego Banku Centralnego lub Komisji Europejskiej.

### Procedura zgody
W tej procedurze organem prawodawczym jest Rada. Parlament Europejski musi jednak wyrazić zgodę na uchwalenie aktu. Rzadko występującą odmianą tej procedury jest proces stanowienia prawa przez Parlament za zgodą Rady.

### Procedura uchwalania budżetu
Procedura ta, mimo że jest nazwana specjalną procedurą prawodawczą, przypomina w dużej mierze procedurę zwykłą. Rada i Parlament mają w niej równorzędną pozycję.

## Procedury zmiany traktatów
Procedura zmiany traktatów (czyli działania o charakterze analogicznym do zmiany konstytucji w prawie krajowym) jest zupełnie odmienna od powyższych. Rolę prawodawcy odgrywają tu przede wszystkim państwa członkowskie Unii, a w pewnym ograniczonym zakresie także Rada Europejska. Można wyróżnić następujące typy takiej zmiany.

### Zwykła procedura zmiany
Rząd państwa członkowskiego, Komisja lub Parlament mogą przedkładać Radzie propozycje zmiany traktatów. O propozycji informowane są parlamenty narodowe i Rada Europejska. Ta ostatnia może postanowić większością głosów o zwołaniu konwentu przygotowującego zmiany, złożonego z przedstawicieli parlamentów narodowych, szefów państw lub rządów państw członkowskich, Parlamentu Europejskiego i Komisji. W przypadku zmian instytucjonalnych w dziedzinie pieniężnej konsultowany jest również Europejski Bank Centralny. Po ukończeniu pracy konwentu projekt staje się przedmiotem debaty konferencji przedstawicieli rządów państw członkowskich. Jeżeli prace tej konferencji zakończą się sukcesem, całość zmian musi zostać ratyfikowana przez wszystkie państwa członkowskie.
Jeżeli zmiany nie są szczególnie doniosłe Rada Europejska (za zgodą Parlamentu) może nie zwoływać konwentu, a ograniczyć się jedynie do zwołania konferencji przedstawicieli.
Procedura ta, uwzględniając historyczne doświadczenia, przewiduje również, że jeżeli jedno lub więcej państw napotkało na trudności w procesie ratyfikacji (a zmiana została już ratyfikowana przez 4/5 państw) decyzję co do dalszego działania pozostawia się Radzie Europejskiej.

### Uproszczone procedury zmiany
Jeżeli podmioty określone w procedurze zwykłej zmiany wniosą do Rady propozycję rewizji wszystkich lub części postanowień części trzeciej Traktatu o funkcjonowaniu Unii Europejskiej, dotyczących wewnętrznych polityk i działań Unii, to wówczas Rada Europejska może przyjąć decyzję zmieniającą wszystkie lub część postanowień części trzeciej Traktatu o funkcjonowaniu Unii Europejskiej. Decyzja ta (po konsultacjach z innymi instytucjami) również wchodzi w życie po ratyfikacji przez wszystkie państwa członkowskie. Nie zwołuje się jednak ani konwentu ani konferencji przedstawicieli.
Procedura ta nie może jednak zwiększyć kompetencji przyznanych Unii w traktatach.

#### Procedury kładki
Specyficzny typ rewizji traktatu nazywa się procedurami kładki. Mają one zastosowanie gdy Traktat o funkcjonowaniu Unii Europejskiej lub tytuł V Traktatu o Unii przewiduje, że Rada stanowi jednomyślnie w danej dziedzinie lub w danym przypadku. Wówczas Rada Europejska (jednomyślnie i za zgodą Parlamentu) może przyjąć decyzję upoważniającą Radę do stanowienia większością kwalifikowaną w tej dziedzinie lub w tym przypadku. Nie może jednak tak uczynić gdy dziedziną tą są sprawy wojskowe lub obronność.
W analogicznej procedurze, gdy Traktat o funkcjonowaniu Unii Europejskiej przewiduje, że akty ustawodawcze przyjmowane są przez Radę zgodnie ze specjalną procedurą prawodawczą, Rada Europejska może przyjąć decyzję zezwalającą na przyjęcie takich aktów zgodnie ze zwykłą procedurą prawodawczą.
O wprowadzeniu zmian w wyniku obydwu procedur informowane są parlamenty narodowe. Mają one półroczny termin na wniesienie sprzeciwu. Zmiana jest ważna jedynie wtedy, gdy sprzeciwu nie wyrazi żaden parlament.